# Jag är en falskspelare
Jag är en falskspelare (franska: Le Roman d'un tricheur) är en fransk komedifilm från 1936 i regi av Sacha Guitry, som även skrivit manus och spelar huvudrollen. Filmen är baserad på Guitrys roman En falskspelares roman från 1935. 

## Handling
En charmerande äldre bedragare reflekterar kring sina olika lurendrejerier genom livet medan han skriver sina memoarer på ett café.

## Rollista i urval
- Sacha Guitry - falskspelaren (som gammal)
- Marguerite Moreno - grevinnan (som gammal)
- Jacqueline Delubac - Henriette
- Roger Duchesne - Serge Abramich
- Rosine Deréan - juveltjuven
- Elmire Vautier - grevinnan (som ung)
- Serge Grave - falskspelaren (som pojke)
- Pauline Carton - Madame Moriot
- Fréhel - sångerskan
- Pierre Labry - Monsieur Morlot, kusin
- Pierre Assy - falskspelaren (som ung man)
- Henri Pfeifer - Monsieur Charbonnier
- Gaston Dupray - uppassare på caféet